# Naturschutzgebiet Bechsiefen und Hundberger Siefen (Südkreis)
Das Naturschutzgebiet Bechsiefen und Hundberger Siefen mit der Kennung GL-061 befindet sich im nordöstlichen Bereich des Ortsteils Kalmünten im Stadtteil Schildgen von Bergisch Gladbach. Es handelt sich hier lediglich um eine ca. 2 ha große Ergänzungsfläche auf dem Gemeindegebiet von Bergisch Gladbach  zu dem gleichnamigen ca. 36 ha großen Naturschutzgebiet der Gemeinde Odenthal mit der Kennung GL-031.

## Vegetation
Die Schutzausweisung erfolgt zur Erhaltung krautreicher Eichen-Buchen-Altholzbestände, wobei etwa 1/3 der Fläche dem Lebensraumtyp Hainsimsen-Buchenwald angehört. Eine Nachkartierung des Gebietes steht noch aus. Von herausragender Bedeutung ist dabei die Sicherung der Funktion als Biotopverbundfläche.

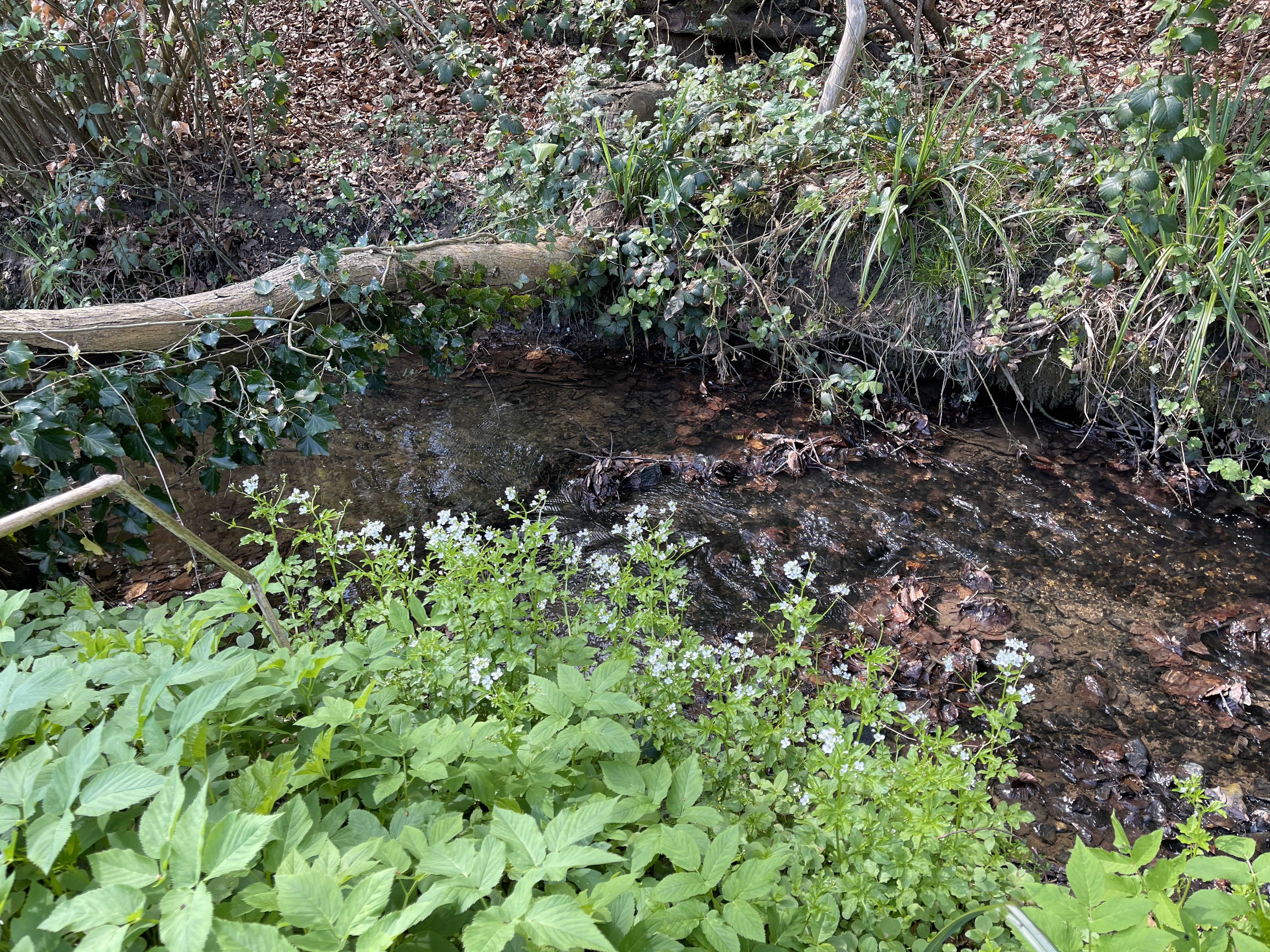
Bachbett Schwarzbroicher Bach
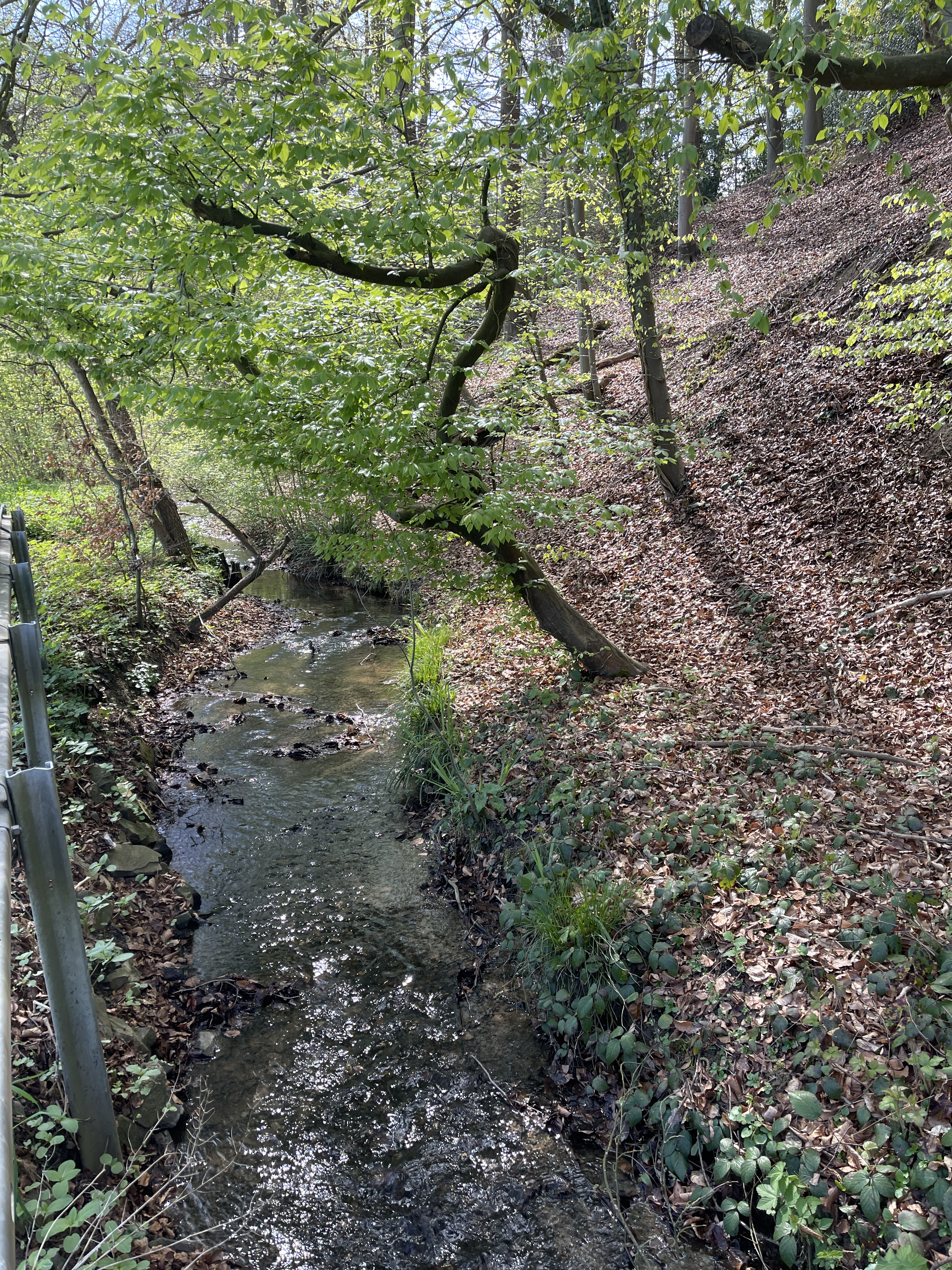
Schwarzbroicher Bach
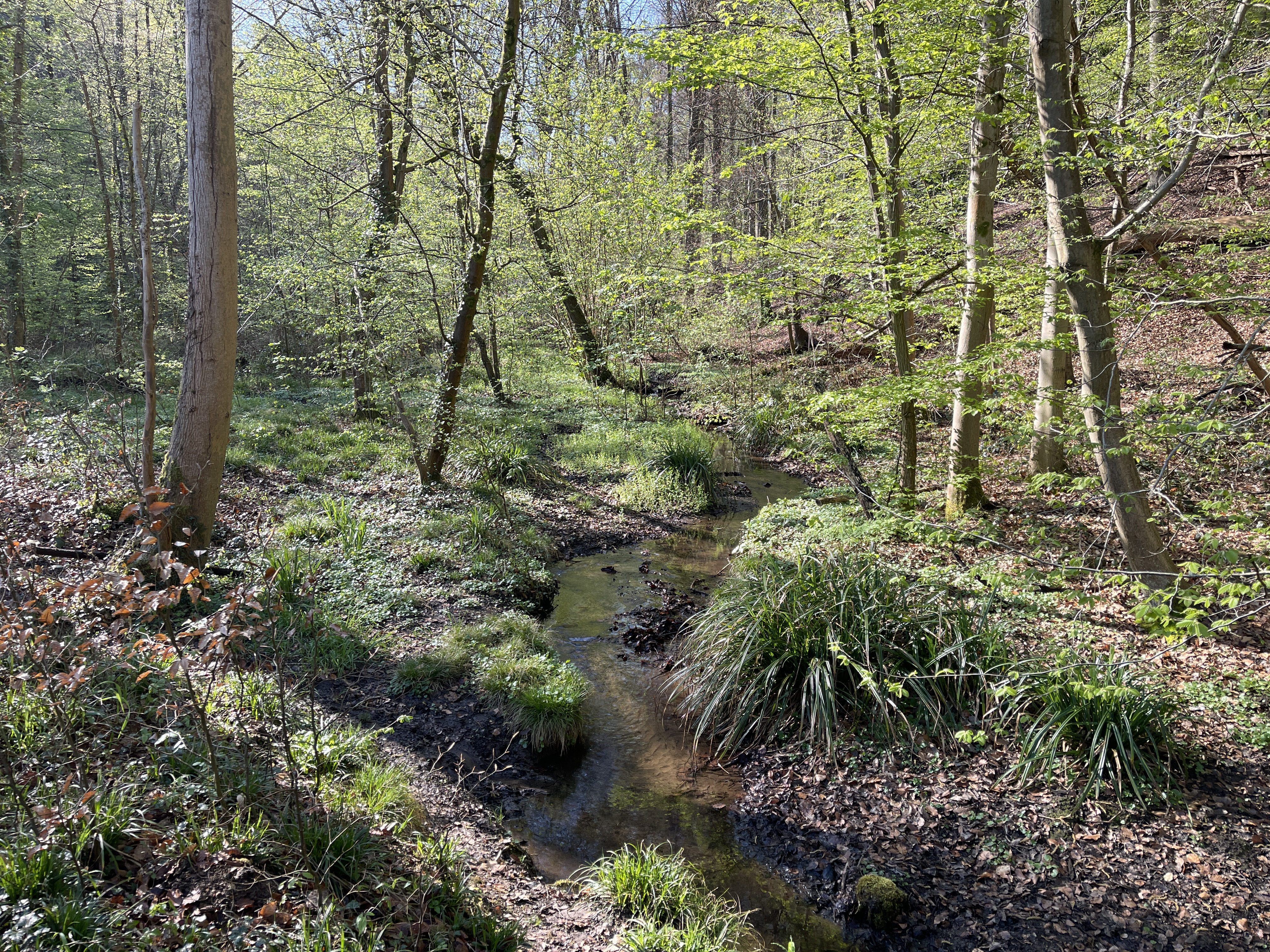
Schwarzbroicher Bach